# Rast (Bośnia i Hercegowina)
Rast (cyr. Раст) – wieś w Bośni i Hercegowinie, w Republice Serbskiej, w gminie Nevesinje. W 2013 roku liczyła 123 mieszkańców.